# (300137) 2006 VG56
(300137) 2006 VG56 es un asteroide perteneciente al cinturón de asteroides descubierto el 11 de noviembre de 2006 por el equipo del Spacewatch desde el Observatorio Nacional de Kitt Peak, Arizona, Estados Unidos.

## Designación y nombre
Designado provisionalmente como 2006 VG56.

## Características orbitales
2006 VG56 está situado a una distancia media del Sol de 3,139 ua, pudiendo alejarse hasta 3,706 ua y acercarse hasta 2,572 ua. Su excentricidad es 0,180 y la inclinación orbital 1,618 grados. Emplea 2032,15 días en completar una órbita alrededor del Sol.

## Características físicas
La magnitud absoluta de 2006 VG56 es 16,6. 